# Primera Ofensiva de Jassy-Kishinev
La Primera Ofensiva de Iasi-chisinâu, se libró entre el 8 de abril y 6 de junio de 1944 entre los soviéticos y las Potencias del Eje. La ofensiva fue en realidad una invasión coordinada de Rumania dirigida por el 2.º Frente Ucraniano y el 3.º Frente Ucraniano del Ejército Rojo, en conformidad con la estrategia de Iósif Stalin para proyectar el poderío militar soviético y su influencia política en los Balcanes.

## Desarrollo de las operaciones
Según los planes del comando principal de los militares soviéticos, la Stavka, los dos frentes soviéticos cortarían las líneas de defensa del Eje en el extremo norte de Rumania, avanzando sobre territorio rumano tras tomar cabezas de puente en la orilla occidental del río Prut, y tomando las importantes ciudades rumanas de Iasi y Chisináu. Con esto se trataría de facilitar un posterior avance por el Ejército Rojo en la región de los Balcanes, considerando además que Rumania era el principal aliado del Tercer Reich en dicha región, así como hallarse en suelo rumano los importantes yacimientos de petróleo de Ploiesti que resultaban de importancia elevadísima para el esfuerzo de guerra alemán.
El ataque soviético comenzó con la primera batalla de Târgu Frumos y tras estancarse este primer intento de ofensiva los soviéticos decidieron replantear su ofensiva, detenida luego en la batalla de Podu Iloaiei, todas libradas en la región de Botosani, en el extremo nororiental de Rumania. Sin embargo, las fuerzas soviéticas no lograron superar las defensas alemanas en la región y la operación ofensiva falló en última instancia, enfrentada ante tropas de la Wehrmacht situadas en una posición defensiva muy idónea. A pesar de la superioridad numérica en cantidad y calidad de tanques, las fuerzas germanas aprovecharon muy bien su movilidad sobre un terreno favorable para detener los ataques soviéticos con un uso eficaz de su artillería ligera. El mal clima y la dificultad para movilizar los tanques causaron que el Ejército Rojo lanzara ataques locales sin mayor éxito, mientras que las fuerzas de la Wehrmacht y los contingentes rumanos, dotados de mayor movilidad que les permitía maniobrar con más destreza, detuvieron los ataques soviéticos mediante una serie de pequeños contraaataques en la segunda batalla de Târgu Frumos.

## Consecuencias
Esta operación quedó como una «batalla olvidada» casi completamente ausente en los documentos de los archivos soviéticos y la historiografía. Según el historiador militar David M. Glantz, "Durante los casi 60 años desde el final de la Segunda Guerra Mundial, los historiadores militares y teóricos soviéticos y rusos han  borrado cuidadosamente de los registros históricos cualquier mención de la 1.ª ofensiva Iasi-Kishinev del 2.º y 3.º Frentes Ucranianos, durante los cuales dos frentes del Ejército Rojo trataron de invadir Rumanía en abril y mayo de 1944. Como ocurre con tantas otras operaciones militares del Ejército Rojo llevadas a cabo durante la guerra, se ha hecho esto deliberadamente, en el proceso de relegar esta ofensiva a una larga lista de "batallas olvidadas" de la guerra soviético-alemana."
Aunque en sus reportes oficiales los mandos del OKH alemán mencionaron la existencia de una ofensiva soviética en todo su poderío, la cantidad de tropas que la Stavka lanzó efectivamente hacia Rumanía resultó mucho menor de lo sostenido por los alemanes. Aun así, el fracaso de este ataque (aunque silenciado por la propaganda soviética durante décadas) sirvió para que los altos jefes del OKH sospecharan que los soviéticos repetirían una ofensiva contra alguna fuerza del Grupo de Ejércitos Sur, ayudando así que durante las semanas previas a la Operación Bagration se debilitasen las tropas alemanas de Bielorrusia pertenecientes al Grupo de Ejércitos Centro para reforzar las defensas germanas en el norte de Ucrania, esperando un ataque gigantesco que no ocurrió en dicho punto.